# Пастораль (фильм)
Пастора́ль — «последний советский фильм» Отара Иоселиани; 1976 год; студия Грузия-фильм.

## Сюжет
Фильм о  том, как в глухую деревню приезжает группа музыкантов: отдохнуть и порепетировать. Два мира: музыканты и крестьяне — присматриваются друг к другу и удивляются столь разным образам жизни.

Среди них — впечатлительная, мечтательная и наивная деревенская девочка. 
Нельзя профессионально практиковать утончённость…

## В ролях
| Актёр              | Роль             |
| ------------------ | ---------------- |
| Нана Иоселиани     | Едуки            |
| Нестор Пипиа       | сосед            |
| Ксения Пипия       | сосед            |
| Резо Чархалашвили  | человек с джипом |
| Лия Джугели        | эпизод           |
| Марина Карцивадзе  | эпизод           |
| Байя Мацаберидзе   | музыкант         |
| Вахтанг Еремашвили | эпизод           |
| Тамар Габарашвили  | музыкант         |
| Еукри Давиташвили  | музыкант         |

## Съёмочная группа
- Режиссёр: Отар Иоселиани
- Сценаристы: Реваз Инанишвили, Отар Иоселиани, Отар Мехришвили
- Продюсер: Шота Лаперадзе
- Оператор: Абесалом Майсурадзе
- Художник: Вахтанг Руруа
- Озвучка: Вениамин Смехов

## Награды
- 1982 год — Фильм «Пастораль», поставленный режиссёром в 1976 году, получил приз ФИПРЕССИ на Берлинском фестивале.

## Критика
«Пастораль» — последний советский фильм Иоселиани. С формальной точки зрения. Ведь, по существу, все его картины не советские, не французские и даже не грузинские. В «Пасторали» нет типичной для грузинских притч комедийности, но нет и трагизма: мир Иоселиани математически уравновешен, что не мешает ему оставаться поэтичным. И в этом секрет мастера. Он с меланхоличной иронией наблюдает за мутациями человеческой природы, которая все меньше находится в ладу с самой собой. В деревне еще сохранились островки старой, традиционной жизни, но и она обречена, будь то Грузия, Африка или Прованс, которые в равной степени разрушаются под напором цивилизации. Бессюжетность достигает в «Пасторали» своего пика. Фильм невозможно пересказать, потому что в нём почти нет героев и как будто бы ничего не происходит. Зато настроение и ускользающая красота схвачены безошибочно — так, что, начав смотреть, уже невозможно оторваться.Плахов, Андрей Степанович

## Прокат
- 1975 — СССР — ограниченный прокат.

Премьера 'в мире' состоялась 2 июля 1979 года:
- 2 июля 1979 — СССР
- 13 декабря 1981 — Финляндия
  - Премьера на ТВ
- февраль 1982 — Германия (ФРГ)
  - Международный Берлинский кинофестиваль
- 19 сентября 1982 — Португалия
  - Кинофестиваль в Фигейра-да-Фоше
- 31 января 1983 — Швеция
  - Гётеборгский кинофестиваль
- 28 мая 1985 — Португалия
- 8 ноября 1987 — Венгрия
- 15 ноября 1987 — Швеция
- 8 апреля 1995 — Япония
- октябрь 1999 — Германия
  - Международный кинофестиваль «Mannheim-Heidelberg»
- 22 ноября 2003 — Греция
  - Международный кинофестиваль в Тессалониках
- 24 января 2008 — Россия
  - Премьера на DVD
- 1 марта 2009 — Сербия.

Релиз на DVD: 24 января 2008, «Cinema Prestige».